# Atelier Van den Bossche en Crevels
Atelier Van den Bossche en Crevels was een Nederlandse onderneming in Amsterdam (1883-1916?), gespecialiseerd in het maken van beeldhouwkunst.

## Geschiedenis
De beeldhouwers Emil Van den Bossche en Willem Crevels vormden op 12 september 1883 een vennootschap voor een eigen beeldhouwatelier. Zij verwierven bekendheid door hun monumentaal en ornamentaal werk, waarmee onder meer banken, winkels en kantoren werden gedecoreerd. Van den Bossche en Crevels ontwierpen ook het beeldhouwwerk voor de Gouden Koets in 1898.
In 1893 lieten ze door Eduard Cuypers een nieuw atelier bouwen aan de Lutmastraat 271 in Amsterdam. 

## Werken (selectie)
- 1885: beeldhouwwerk Barlaeus Gymnasium, Amsterdam
- 1889: tuintempeltje, Hoofdstraat, Beerschoten[1]
- 1892 gevelornament Spui 10 , Amsterdam. Voor H.F. Jansen.[2]
- 1893 beeldhouwwerk koninklijke wachtkamer Station Hollands Spoor, Den Haag
- 1895 De kracht (Hercules in gevecht met de stier en de nemeïsche Leeuw), Moreelsepark, Utrecht (brug tussen Hoofdgebouw I en II)
- 1895 De snelheid (Godin op een gevleugelde praalwagen), Moreelsepark, Utrecht (brug tussen Hoofdgebouw I en II)
- 1895 leeuw met wapenschild Nederland, Moreelsepark, Utrecht (brug tussen Hoofdgebouw en II)
- 1895 leeuw met wapenschild Utrecht, Moreelsepark, Utrecht (brug tussen Hoofdgebouw I en II)
- 1895 medaillons James Watt, Denis Papin en George Stephenson|| Utrecht, Moreelsepark, Hoofdgebouw II
- 1898 Gouden Koets
- 1898 staande Maria met Christus voor het Onze Lieve Vrouwe Gasthuis, Amsterdam
- 1901 twee gevelstenen Station Amersfoort. Ontwerp van Eduard Cuypers.
- 1905 gevelbeelden Station Amsterdam Centraal
- 1912 gedenksteen Jan van der Heyden, Koestraat, Amsterdam. Ontwerp van Gerrit van Arkel.[3]
- hoofdaltaar Sint-Willibrorduskerk binnen de Veste, Prinsengracht, Amsterdam
- beelden onderdoorgang Rijksmuseum Amsterdam

## Fotogalerij

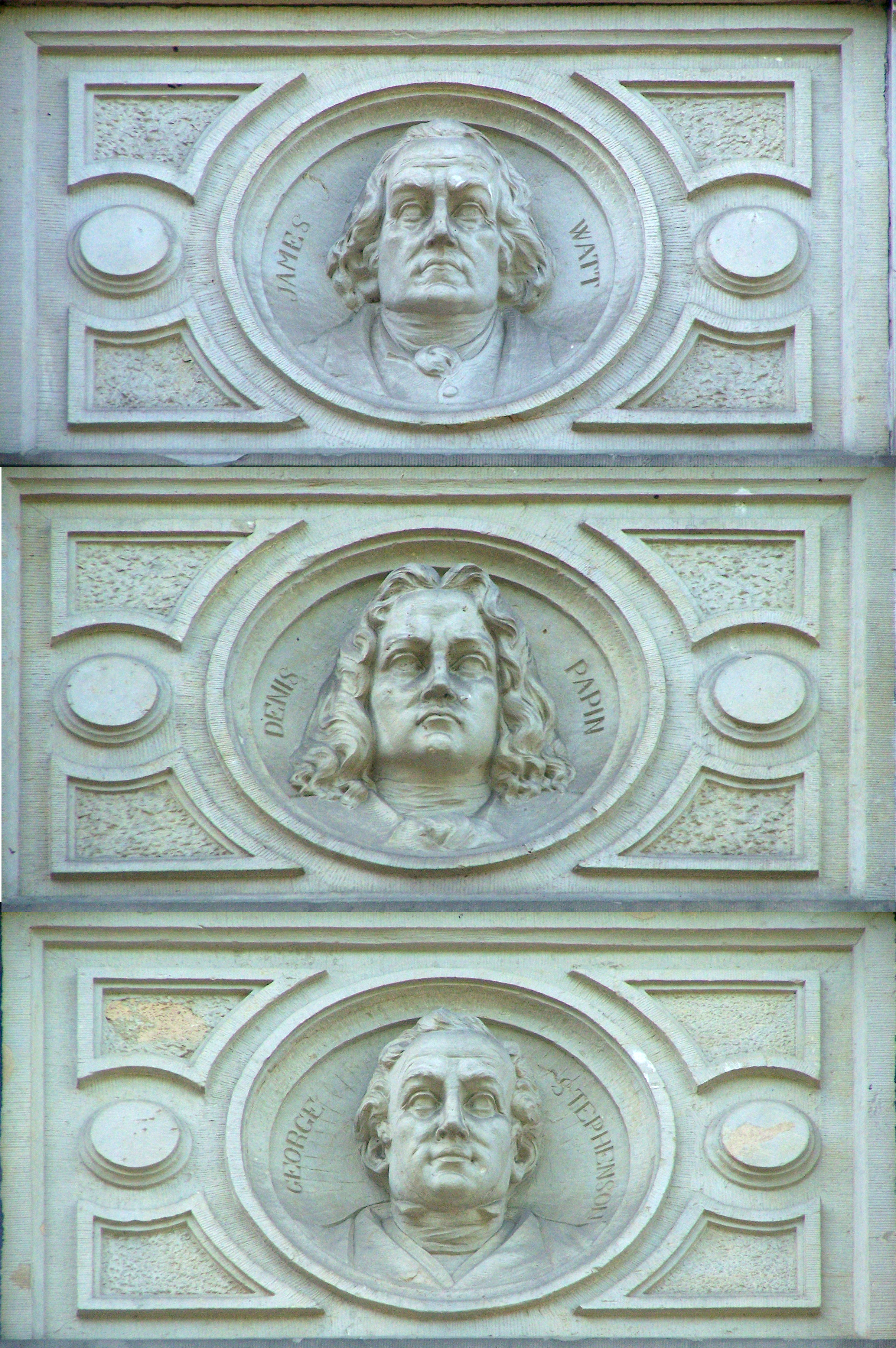
medaillons James Watt, Denis Papin en George Stephenson (1895), Utrecht
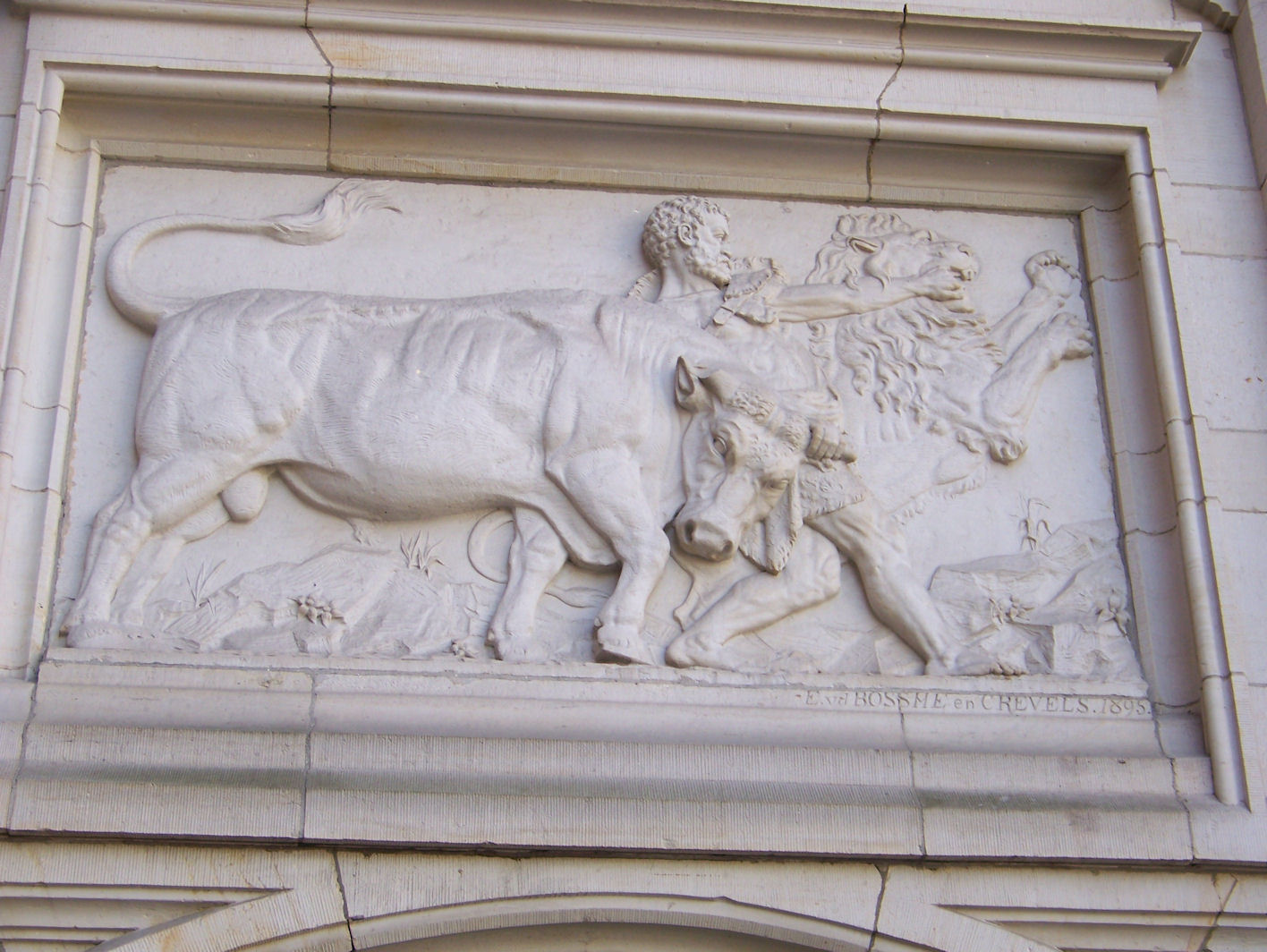
De Kracht
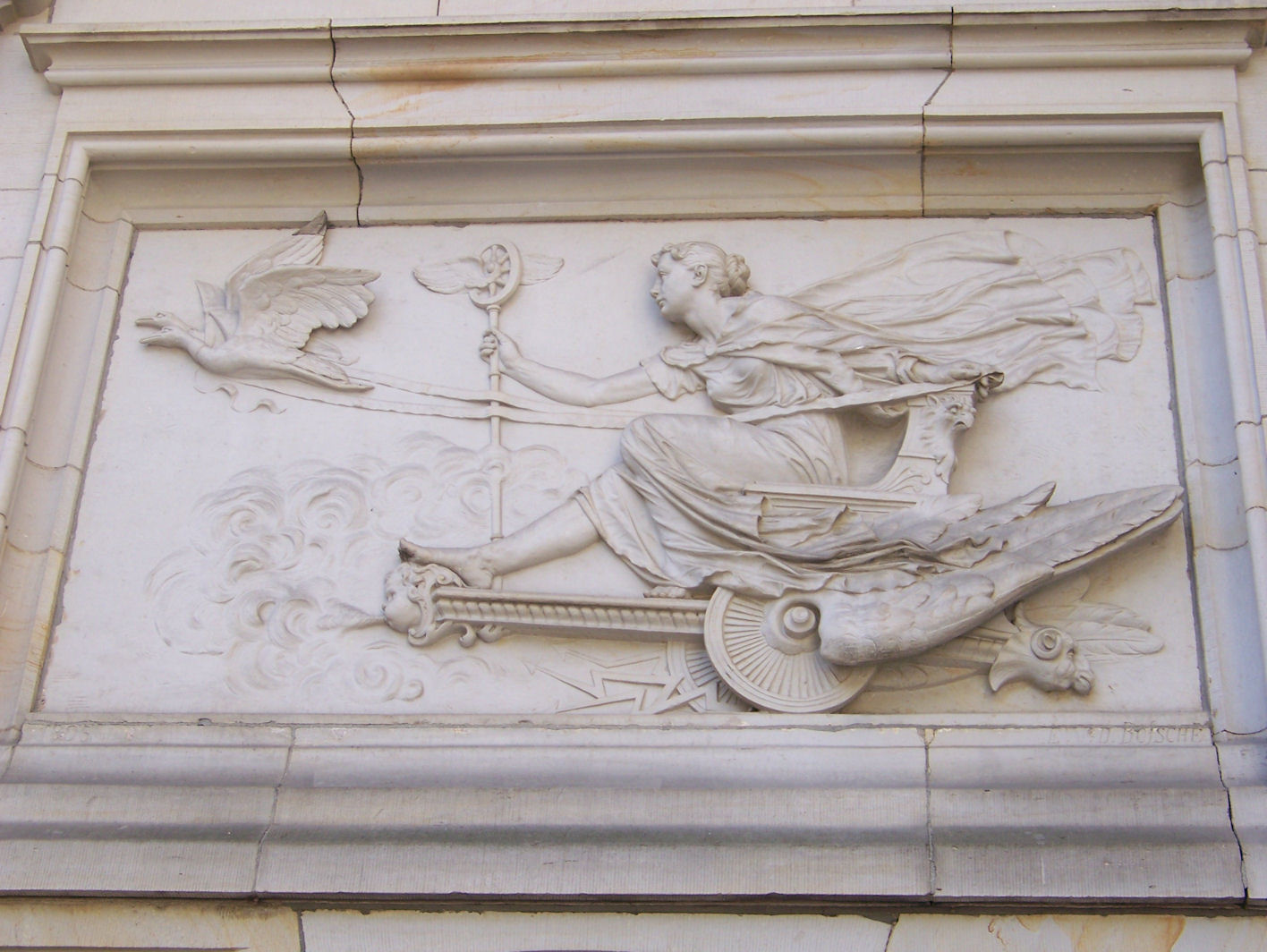
De Snelheid
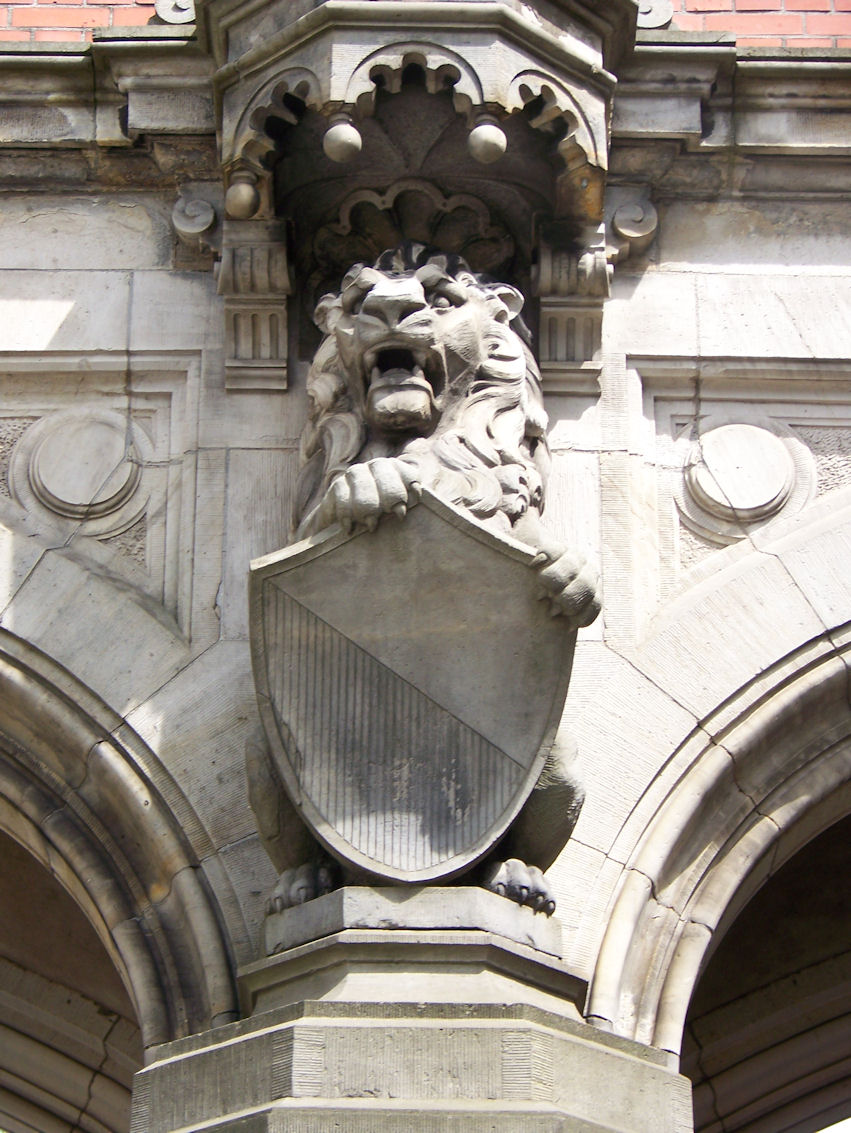
Leeuw met Utrechts wapen

## Leerlingen / medewerkers
- Rien Hack
- Chris van der Hoef
- Leendert Verstoep
- Lambertus Zijl